# Anka Romensky
Anka Romensky, née le 16 septembre 1980 à Kiev en Ukraine, est un modèle de charme ukrainienne. Elle a été notamment la playmate de Playboy en février 2002.